# Пушней, Николай Касьянович
Николай Касьянович Пушней (1928 — ?) — бригадир колхоза «Заветы Ленина» Дрокиевского района Молдавской ССР, Герой Социалистического Труда (07.07.1986).
Родился в селе Антоновка, ныне Дрокиевский район Молдавии.
Весной 1949 года вместе с родителями вступил в сельхозартель им. Калинина, организованную в их селе. Работал в полеводческой бригаде.
В том же году был призван в армию, после увольнения в запас (1953) вернулся на родину. Работал в колхозе «Заветы Ленина», в который к тому времени влилась их сельхозартель, в строительной бригаде.
С 1959 года бригадир полеводческой бригады.
В 1961 и 1971 годах награждался орденами Ленина.
За выдающиеся производственные достижения, проявленный трудовой героизм в выполнении планов одиннадцатой пятилетки и социалистических обязательств, большой вклад в увеличение производства сельскохозяйственной продукции на основе внедрения интенсивных технологий и передовых методов организации труда, Указоп Президиума Верховного Совета СССР от 07.07.1986 присвоено звание Героя Социалистического Труда с вручением третьего ордена Ленина и золотой медали «Серп и Молот».
Награждён золотой и двумя серебряными медалями ВДНХ СССР. Лауреат премии профсоюзов Молдавской ССР.